# Stockholm Open 1995
Lo Stockholm Open 1995 è stato un torneo di tennis giocato sul cemento indoor. 
È stata la 27ª edizione dello Stockholm Open, che fa parte della categoria World Series nell'ambito dell'ATP Tour 1995.
Il torneo si è giocato al Kungliga tennishallen di Stoccolma in Svezia, dal 6 al 12 novembre 1995.

## Campioni

### Singolare
Thomas Enqvist ha battuto in finale  Arnaud Boetsch con il punteggio di 7–5, 6–4

### Doppio
Jacco Eltingh /  Paul Haarhuis hanno battuto in finale  Grant Connell /  Patrick Galbraith,3–6, 6–2, 7–6